# بر-رمسيس
بر-رمسيس كان المسمى الفرعوني يعني «بيت رمسيس محبوب آمون المعظم بانتصاراته» كانت العاصمة الجديدة المبنية من قبل فرعون الأسرة المصرية التاسعة عشر رمسيس الثاني (يؤرخ له 1279–1213 ق.م). اقيمت المدينة بالقرب من مدينة أفاريس القديمة، التي كان بها مقر ملكي لفرعون الأسرة التاسعة عشر سيتي الأول. أخذت المدينة بعد استراتيجي كملجأ قومي أمام اضطرابات بدو المضيق واندفاع الحيثيين لموقعها المتميز الذي يسمح بمراقبة الحدود الشرقية. ظلت المدينة عاصمة للدولة كذلك في عهد رمسيس الثالث.

## أعلام
- رمسيس الثاني
- ست ناختي